# گرگ تنها (صفت)

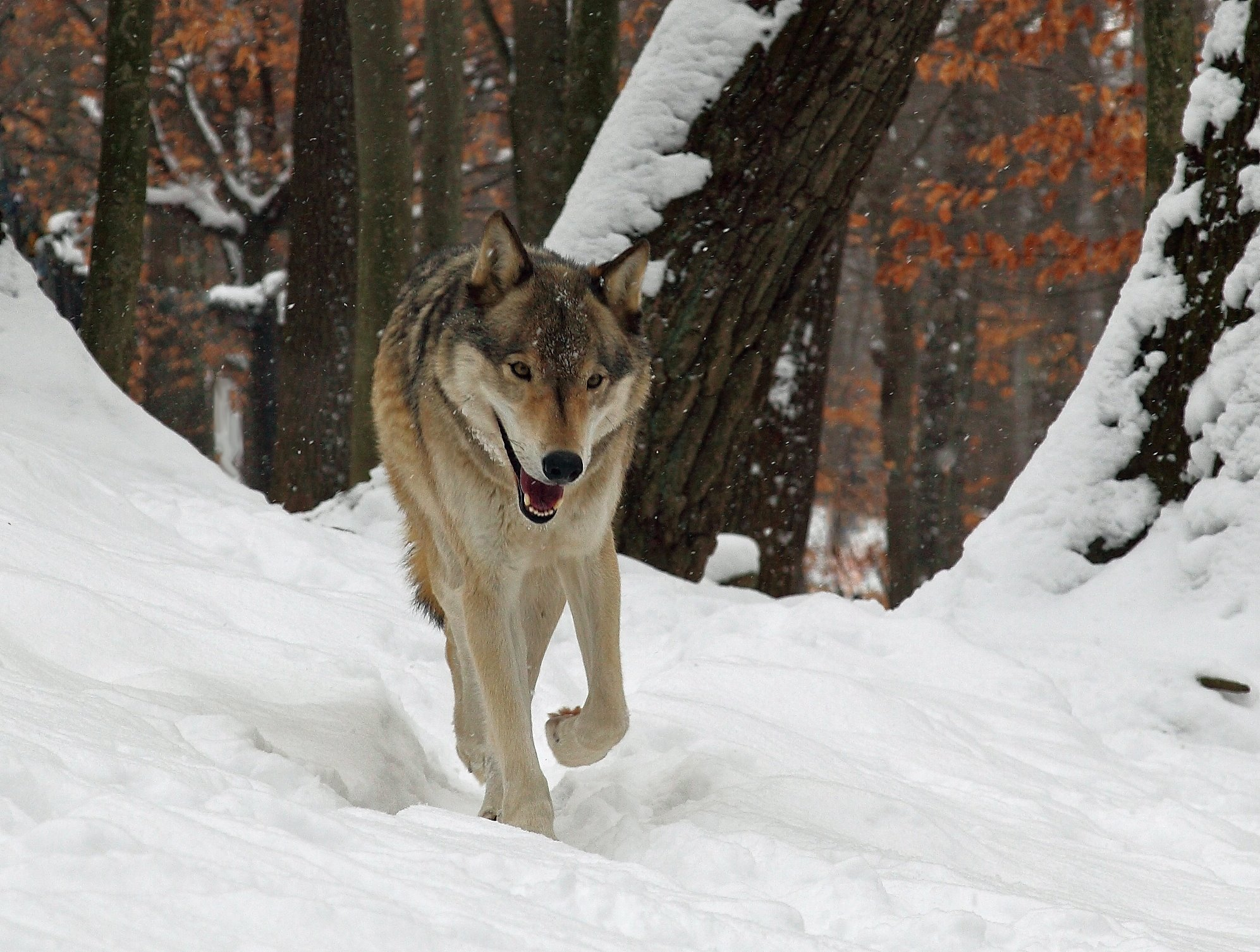
یک «گرگ تنها» در زمستان برای خود شکار می‌کند.

گرگ تنها (انگلیسی: Lone wolf) یک حیوان یا شخص است که مستقل فعالیت می‌کند و به‌طور کلی بجای وقت‌گذرانی و زندگی با گله، ترجیح می‌دهد تنها و مستقل باشد. این اصطلاح در اصل براساس رفتارشناسی گرگ‌ها تعریف شده‌است. به‌طور معمول، گرگ‌هایی که گله را رها کرده یا از آن طرد شده‌اند به عنوان گرگ‌های تنها معرفی می‌شوند. در میان انسان‌ها، این خصیصه به عنوان شخصیت سیگما نیز تعریف می‌شود که با شخصیت آلفا قابل قیاس است.

## انسان
در میان انسانها، گرگ تنها، شخصی است که با اتکای به خود و در تنهایی عمل می‌کند و ترجیح می‌دهد کارها را بر اساس سبک و سیاق خود پیش ببرند. آنها عموماً درونگرا هستند و تنها کار می‌کنند. موصوفاتی که این افراد را وصف می‌کنند شامل فردگرایی، روحیه آزاد و نامقلد است. در ادبیات، گرگهای تنها معمولاً گوشه‌گیر و به‌لحاظ احساسی ناتوان یا بی میل به برقراری ارتباط عمیق با دیگر شخصیت‌های داستان هستند. به‌صورت کلیشه، گرگ‌های تنها شخصیت‌هایی تاریک و جدی دارند. آنها غالباً کم‌حرف و متمایز از ذات کم‌گو و خاموششان هستند. گرگ‌های تنها غالباً دچار آسیب‌های عاطفی شده‌اند که آنها را از دیگران جدا کرده.